# Bad Hat Harry Productions
Bat Hat Harry Productions — американская кинокомпания, основанная в 1994 году режиссёром Брайаном Сингером. Она выпустил такие фильмы, как «Подозрительные лица» и серию фильмов «Люди Икс», а также телесериал «Доктор Хаус». Название является данью уважения Стивену Спилбергу и происходит от строки, произнесённой Роем Шайдером в фильме «Челюсти»: пожилой пловец в шапочке для купания дразнит начальника полиции Мартина Броуди о том, что он не ходит в воду; Броуди отвечает: «Это какая-то плохая шляпа, Гарри». Оригинальный логотип 2004 года отдал анимационную дани уважения этой сцене. Нынешний логотип, представленный в 2011 году, взят из сцены полицейского состава «Подозрительных лиц».

## Filmography
| Год  | Фильм                            | Режиссёр       | Совместное производство | Бюджет       | Кассовые сборы (мировые) |
| ---- | -------------------------------- | -------------- | --- | ------------ | ------------------------ |
| 1995 | Подозрительные лица              | Брайан Сингер  | Gramercy Pictures PolyGram Filmed Entertainment Spelling Films International Blue Parrot Productions                                                                                  | $6 млн       | $23 млн                  |
| 1998 | Способный ученик                 | Брайан Сингер  | TriStar Pictures Phoenix Pictures | $14 млн      | $8,9 млн                 |
| 2000 | Люди Икс                         | Брайан Сингер  | 20th Century Fox Marvel Entertainment The Donners’ Company | $75 млн      | $296 млн                 |
| 2003 | Люди Икс 2                       | Брайан Сингер  | 20th Century Fox Marvel Entertainment The Donners’ Company | $110 млн     | $407 млн                 |
| 2006 | Возвращение Супермена            | Брайан Сингер  | Warner Bros. Legendary Pictures DC Entertainment Peters Entertainment | $204 млн     | $391 млн                 |
| 2008 | Операция «Валькирия»             | Брайан Сингер  | Metro-Goldwyn-Mayer United Artists Cruise/Wagner Productions Babelsberg Studio | $75 млн      | $200 млн                 |
| 2009 | Кошелёк или жизнь                | Майкл Догерти  | Warner Bros. Legendary Pictures | $12 млн      | $13,5 млн                |
| 2011 | Люди Икс: Первый класс           | Мэттью Вон     | 20th Century Fox Dune Entertainment Marvel Entertainment The Donners’ Company Ingenious Media                                                                                         | $140–160 млн | $353 млн                 |
| 2013 | Джек — покоритель великанов      | Брайан Сингер  | Warner Bros. New Line Cinema Legendary Pictures Original Film Big Kid Pictures | $185–200 млн | $197 млн                 |
| 2014 | Люди Икс: Дни минувшего будущего | Брайан Сингер  | 20th Century Fox TSG Entertainment Marvel Entertainment The Donners’ Company | $200 млн     | $739 млн                 |
| 2016 | Люди Икс: Апокалипсис            | Брайан Сингер  | 20th Century Fox TSG Entertainment Marvel Entertainment The Donners’ Company Kingberg Genre                                                                                           | $178 млн     | $543 млн                 |
| 2019 | Люди Икс: Тёмный Феникс          | Саймон Кинберг | 20th Century Fox Marvel Entertainment TSG Entertainment The Donners’ Company Kinberg Genre NOTE: Не указано в титрах из-за обвинений в сексуальном насилии, выдвинутых против Сингера | $200 млн     | $252,4 млн               |

### Телевидение
| Год(ы) выхода | Название            | Создатель(и)                     | Сеть    | Совместное производство                                                                                                  |
| ------------- | ------------------- | -------------------------------- | ------- | --- |
| 2004–2012     | Доктор Хаус         | Дэвид Шор                        | Fox     | Universal Television, Shore Z Productions и Heel and Toe Films                                                           |
| 2012–2013     | H+: Цифровой сериал | Джон Кабрера и Козимо Де Томмазо | YouTube | Warner Premiere Digital и Dolphin Entertainment                                                                          |
| 2012          | Семейка монстров    | Алан Бёрнс и Крис Хейворд        | NBC     | Universal Television и Living Dead Guy Productions                                                                       |
| 2014          | Чёрный ящик         | Эми Холден Джонс                 | ABC     | Bold Films и Little Chicken Productions                                                                                  |
| 2017–2019     | Легион              | Ной Хоули                        | FX      | FX Productions, Marvel Television, The Donners’ Company, Kinberg Genre и 26 Keys Productions                             |
| 2017–2019     | Одаренные           | Мэтт Никс                        | Fox     | 20th Century Fox Television, Marvel Television, The Donners' Company, Kinberg Genre and Flying Glass of Milk Productions |

## Критика
| Год  | Фильм                            | Rotten Tomatoes | Metacritic       |
| ---- | -------------------------------- | --------------- | ---------------- |
| 1995 | Подозрительные лица              | 88%             | 77               |
| 1998 | Способный ученик                 | 53%             | 51               |
| 2000 | Люди Икс                         | 82%             | 64               |
| 2003 | Люди Икс 2                       | 86%             | 68               |
| 2006 | Возвращение Супермена            | 75%             | 72               |
| 2008 | Операция «Валькирия»             | 61%             | 56               |
| 2009 | Кошелёк или жизнь                | 85%             | н/д (2 рецензии) |
| 2011 | Люди Икс: Первый класс           | 86%             | 65               |
| 2013 | Джек — покоритель великанов      | 52%             | 51               |
| 2014 | Люди Икс: Дни минувшего будущего | 91%             | 74               |
| 2016 | Люди Икс: Апокалипсис            | 48%             | 52               |